# Матео Беретини
Матео Беретини (на италиански: Matteo Berrettini) е италиански тенисист.

## Биография
Матео Беретини е роден на 12 април 1996 г. в Рим, Италия, в семейството на Лука Беретини и Клаудия Биго. Матео има по-малък брат Якопо, който също е тенисист. Беретини има частичен бразилски произход чрез баба си по майчина линия Лусия Фогаса, бразилка, родена в Рио де Жанейро.
От 2019 г. до 2022 г. той има връзка с родената в Хърватия австралийска тенисистка Айла Томлянович.
През януари 2023 г. той е видян за първи път с новата си приятелка, италианската телевизионна водеща Мелиса Сата.

## Кариера
Матео Беретини става професионалист през 2015 г., печели две титли на сингъл от ITF Световен тенис тур и три от ATP Чалънджър тур, пробивайки в топ 100 на класацията на ATP през май 2018 г. Два месеца по-късно той достига първия си финал в ATP Тур на Суис Оупън през 2018, където печели първата си титла и прави своя дебют в топ 60. През 2019 г. печели още две титли на Откритото първенство на Унгария и Щутгарт Оупън, влиза в топ 25 и и достига първия си голям полуфинал в кариерата на Откритото първенство на САЩ, завършва годината в топ 10. Беретини достига първия си финал от Мастърс 1000 на Мадрид Оупън, печели първата си титла от ATP 500 в Куинс Клъб Чемпиъншипс и става първият италиански играч, мъж или жена, участвал във финал на сингъл на Уимбълдън. Беретини е известен със своя агресивен стил на игра, подсилен от едрото му телосложение. Висок 1,96 м Беретини притежава един от най-бързите сервиси в тура и често използва тежкия си топспин форхенд, за да диктува разигравания и да нанася един-два удара, което го прави универсален на всякакви настилки. За да компенсира слабостите си, той често използва своя бекхенд слайс, за да държи топката ниско за опонента си и използва блокиран ретур, за да неутрализира точките. Като играч на корта, той е разработил тези тактики, за да се чувства удобно на мрежата, за да затваря точките.
Той достига до световен номер 6 на сингъл на Асоциацията на тенис професионалистите (ATP), което постига през януари 2022 г., и световен номер 105 на двойки, достигнат през юли 2019 г. Беретини печели седем сингъла от ATP Тур и две титли на двойки. Постига най-доброто си представяне, като достига до финала на сингъл на първенството на Уимбълдън през 2021 г. Той става първият мъж, роден през 1990-те години, и първият италианец, достигнал до четвъртфиналите на четирите турнира от големия шлем.

## Кариерна статистика

#### Финали отГолям шлем(1)
| година | турнир    | съперник       | резултат                |
| ------ | --------- | -------------- | ----------------------- |
| 2021   | Уимбълдън | Новак Джокович | 7–6(7–4), 4–6, 4–6, 3–6 |

#### Финали оттурнири от сериите Мастърс(1)
| година | турнир       | съперник във финала | резултат            |
| ------ | ------------ | ------------------- | ------------------- |
| 2021   | Мадрид Оупън | Александър Зверев   | 7–6(10–8), 4–6, 3–6 |

### ATP финали (10 титли; 16 финала)
|        | П–З  | Година | Турнир                 | Клас         | Настилка | Опонент                | Резултат                |
| ------ | ---- | ------ | ---------------------- | ------------ | -------- | ---------------------- | ----------------------- |
| Победа | 1–0  | 2018   | Суис Оупън             | 250 серии    | Клей     | Роберто Баутиста Агут  | 7–6(11–9), 6–4          |
| Победа | 2–0  | 2019   | Унгария Оупън          | 250 серии    | Клей     | Филип Крайнович        | 4–6, 6–3, 6–1           |
| Загуба | 2–1  | 2019   | Баварски шампионат     | 250 серии    | Клей     | Кристиан Гарин         | 1–6, 6–3, 6–7(1–7)      |
| Победа | 3–1  | 2019   | Щутгарт Оупън          | 250 серии    | Трева    | Феликс Оже-Алиасим     | 6–4, 7–6(13–11)         |
| Победа | 4–1  | 2021   | Сърбия Оупън           | 250 серии    | Клей     | Аслан Карацев          | 6–1, 3–6, 7–6(7–0)      |
| Загуба | 4–2  | 2021   | Мадрид Оупън           | Мастърс 1000 | Клей     | Александър Зверев      | 7–6(10–8), 4–6, 3–6     |
| Победа | 5–2  | 2021   | Куинс Клъб Чемпиъншипс | 500 серии    | Трева    | Камерън Нори           | 6–4, 6–7(5–7), 6–3      |
| Загуба | 5–3  | 2021   | Уимбълдън              | Голям шлем   | Трева    | Новак Джокович         | 7–6(7–4), 4–6, 4–6, 3–6 |
| Победа | 6–3  | 2022   | Щутгарт Оупън          | 250 серии    | Трева    | Анди Мъри              | 6–4, 5–7, 6–3           |
| Победа | 7–3  | 2022   | Куинс Клъб Чемпиъншипс | 500 серии    | Трева    | Филип Крайнович        | 7–5, 6–4                |
| Загуба | 7–4  | 2022   | Суис Оупън             | 250 серии    | Клей     | Каспер Рууд            | 6–4, 6–7(4–7), 2–6      |
| Загуба | 7–5  | 2022   | Тенис Наполи Къп       | 250 серии    | Твърда   | Лоренцо Музети         | 6–7(5–7), 2–6           |
| Победа | 8–5  | 2024   | Гран При Хасан Втори   | 250 серии    | Клей     | Роберто Карбалес Баена | 7–5, 6–2                |
| Загуба | 8–6  | 2024   | Щутгарт Оупън          | 250 серии    | Трева    | Джак Дрейпър           | 6–3, 6–7(5–7), 4–6      |
| Победа | 9–6  | 2024   | Суис Оупън             | 250 серии    | Клей     | Кантен Алис            | 6–3, 6–1                |
| Победа | 10–6 | 2024   | Австрия Оупън Кицбюел  | 250 серии    | Клей     | Уго Гастон             | 7–5, 6–3                |